# Đảng Quyền lực Nhà nước Nhân dân (Thái Lan)
Đảng Quyền lực Nhà nước Nhân dân hay còn gọi là Đảng Palang Pracharath (tiếng Thái: พรรคพลังประชารัฐ, Chuyển tự Hoàng gia:  Phak Phalang Pracharat) là một đảng chính trị thân quân đội của Thái Lan. Đảng này có mối liên kết với chính quyền quân sự đã cai trị đất nước sau cuộc đảo chính năm 2014. Đảng được thành lập vào năm 2018 với tư cách là một đảng ủng hộ thủ tướng Prayut Chan-o-cha trong cuộc tổng tuyển cử Thái Lan năm 2019.
Đảng hiện được lãnh đạo bởi cựu Phó thủ tướng Thái Lan Prawit Wongsuwan.
Trong cuộc tổng tuyển cử Thái Lan năm 2019, ứng cử viên thủ tướng của đảng là thủ tướng đương nhiệm Prayut Chan-o-cha.  Mặc dù Đảng Quyền lực Nhà nước Nhân dân đứng thứ 2 trong các cuộc thăm dò, nhưng cuối cùng đã thành lập được chính phủ liên minh với số phiếu bầu từ 249 thượng nghị sĩ do quân đội bổ nhiệm và các dân biểu từ các đảng khác trong liên minh.
Trước cuộc tổng tuyển cử Thái Lan năm 2023, một số cựu thành viên của đảng này đã tách ra để thành lập Đảng Thống nhất Quốc gia Thái Lan, trong đó có thủ tướng Prayut Chan-o-cha.

## Lịch sử
Đảng Lực lượng Công dân do hai sĩ quan quân lực hồi hưu Chuan Chuchan (ชวน ชูจันทร์) và Suchart Jantarachotikul (พันเอกสุชาติ จันทรโชติกุล) sáng lập năm 2018 với chủ trương ủng hộ Quân lực Thái Lan với vai trò chính quyền.
Sau Đảo chính 2014, mặc dù có nhiều đảng tuyên bố ủng hộ thủ tướng Prayuth Chan-ocha trong các kì tuyển cử, nhưng Lực lượng Công dân là tổ chức duy nhất được báo giới gọi là "đảng thân Prayut". Nhiều đảng viên là nhân vật quan trọng trong nội các Prayuth Chan-ocha, điển hình là phó thủ tướng Somkid Jatusripitak, bộ trưởng Somsak Thepsuthin và Suriya Jungrungreangkit.
Trong văn hóa đại chúng, Đảng Lực lượng Công dân (biệt hiệu Tam Minh) là mục tiêu biếm trích bởi các hành vi bán công khai lợi dụng quyền lực để gây quỹ đảng, đồng thời nội bộ liên tục dậy sóng vì mâu thuẫn lợi ích.

- Tập tin:86 ปีประชาธิปไตยไทย 2 สัมพันธ์-ชวน-ธนาธร-บ.ก.ลายจุด ตัดเกรดประชาธิปไตย (1).jpg

## Ủy ban trung ương
| Thứ tự | Chân dung                   | Danh tính                 | Chức vụ        |
| ------ | --------------------------- | ------------------------- | -------------- |
| 1      | Tập tin:อุตม.jpg             | Uttama Savanayana         | Chủ tịch       |
| 2      | Tập tin:สุวิท เม.jpg          | Suvit Maesincee           | Phó chủ tịch 1 |
| 3      |                             | Nuttapol Teepasuwan       | Phó chủ tịch 2 |
| 4      | Tập tin:สนธิรัตน์ สนธิจิรวงศ์.jpg | Sontirat Sontijirawong    | Tổng thư kí    |
| 5      |                             | Clanwaranon               | Thủ quỹ viên   |
| 6      |                             | Chianal Chavalit          | Bí thư viên    |
| 7      |                             | Kobsak Phutrakul          | Phát ngôn viên |
| 8      | Tập tin:อิทธิพล คุณปลื้ม.jpg     | Khun Pluem                | ผู้อำนวยการพรรค  |
| 9      |                             | Chuan Chuchan             | Ủy viên        |
| 10     |                             | Charnkrit Dejvitak        | Ủy viên        |
| 11     |                             | Napapong Teerawor         | Ủy viên        |
| 12     |                             | Narumon Pinyo Sinwat      | Ủy viên        |
| 13     |                             | Phong Kawun Rungruengkit  | Ủy viên        |
| 14     |                             | Walanah Ratanaset         | Ủy viên        |
| 15     |                             | Charnwit Wipoosiri        | Ủy viên        |
| 16     |                             | Santi Khiran              | Ủy viên        |
| 17     | Tập tin:สุรพร ดนัยตั้งตระกูล.jpg | Suraporn Danai Tangtrakun | Ủy viên        |
| 18     |                             | Ongon Panyachartrak       | Ủy viên        |
| 19     |                             | Phutthipong Punnakan      | Ủy viên        |
| 20     |                             | Chaiwut Thanakamanusorn   | Ủy viên        |
| 21     |                             | ธนิกานต์ พรพงษาโรจน์         | Ủy viên        |
| 22     |                             | Sorawuti Numchamnong      | Ủy viên        |
| 23     | Tập tin:อนุชา นาคาศัย.jpg     | Anucha Nakasai            | Ủy viên        |